# 뱀눈새목
뱀눈새목(Eurypygiformes)는 조류 목의 하나이다. 누벨칼레도니 토착종 카구와 아메리카의 열대 기후 지역에 사는 뱀눈새를 포함하고 있다.

## 분류학
뱀눈새목의 유연 관계는 아직 명확하게 밝혀져 있지 않다. 뱀눈새목에 속하는 2개 과는 곤드와나 대륙 계통의 조류이다. 형태학적 방법에 의해 초기에는 왜가리과로 그후에는 두루미목으로 분류했었다.
두루미목에 속하는 것으로 간주했을 때, 일반적으로 카구는 뉴질랜드에서 멸종한 아드제빌, 그리고 중앙아메리카와 남아메리카에서 발견되는 뱀눈새와 관련이 있는 것으로 간주되었다. 최근의 연구는 뱀눈새가 현존하는 종 중에서 카구와 가장 가까운 종이라고 지적하고 있다. 예를 들어, 페인(Fain)와 후드(Houde)는 이들을 자매군으로 가정하고 있다.

## 계통 분류
2021년 브라운(Braun)과 킴볼(Kimball) 등의 연구에 의한 신조류 계통 분류이다.

|  | 비둘기목                                                |
|  |                                                         |
|  | \| \| 사막꿩목 \| \| \| \| \| \| 메사이트목 \| \| \| \| |
|  |                                                         |
|  | 사막꿩목                                                |
|  |                                                         |
|  | 메사이트목                                              |
|  |                                                         |

|  | 사막꿩목   |
|  |            |
|  | 메사이트목 |
|  |            |

|  | 두견목 |
|  |        |
|  | 느시목 |
|  |        |

|  | 수조류   |
|  |          |
|  | 뱀눈새류 |
|  |          |

|  | 두견목 |
|  |        |
|  | 느시목 |
|  |        |

|  | 수조류   |
|  |          |
|  | 뱀눈새류 |
|  |          |

|  | 비둘기목                                                |
|  |                                                         |
|  | \| \| 사막꿩목 \| \| \| \| \| \| 메사이트목 \| \| \| \| |
|  |                                                         |
|  | 사막꿩목                                                |
|  |                                                         |
|  | 메사이트목                                              |
|  |                                                         |

|  | 사막꿩목   |
|  |            |
|  | 메사이트목 |
|  |            |

|  | 두견목 |
|  |        |
|  | 느시목 |
|  |        |

|  | 수조류   |
|  |          |
|  | 뱀눈새류 |
|  |          |

|  | 두견목 |
|  |        |
|  | 느시목 |
|  |        |

|  | 수조류   |
|  |          |
|  | 뱀눈새류 |
|  |          |